# Jüdischer Friedhof (Grodzisk Mazowiecki)

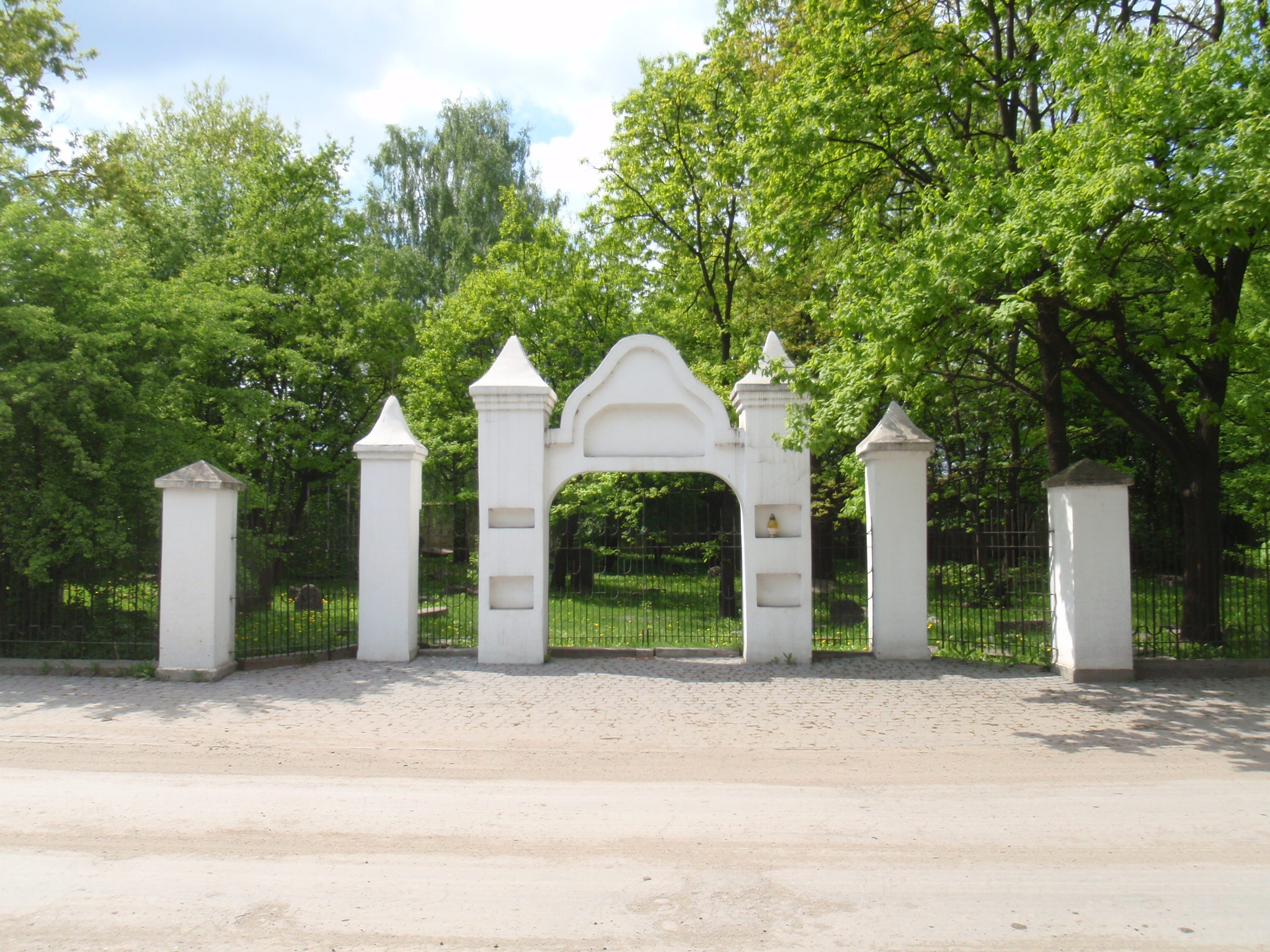
Eingang zum jüdischen Friedhof in Grodzisk Mazowiecki

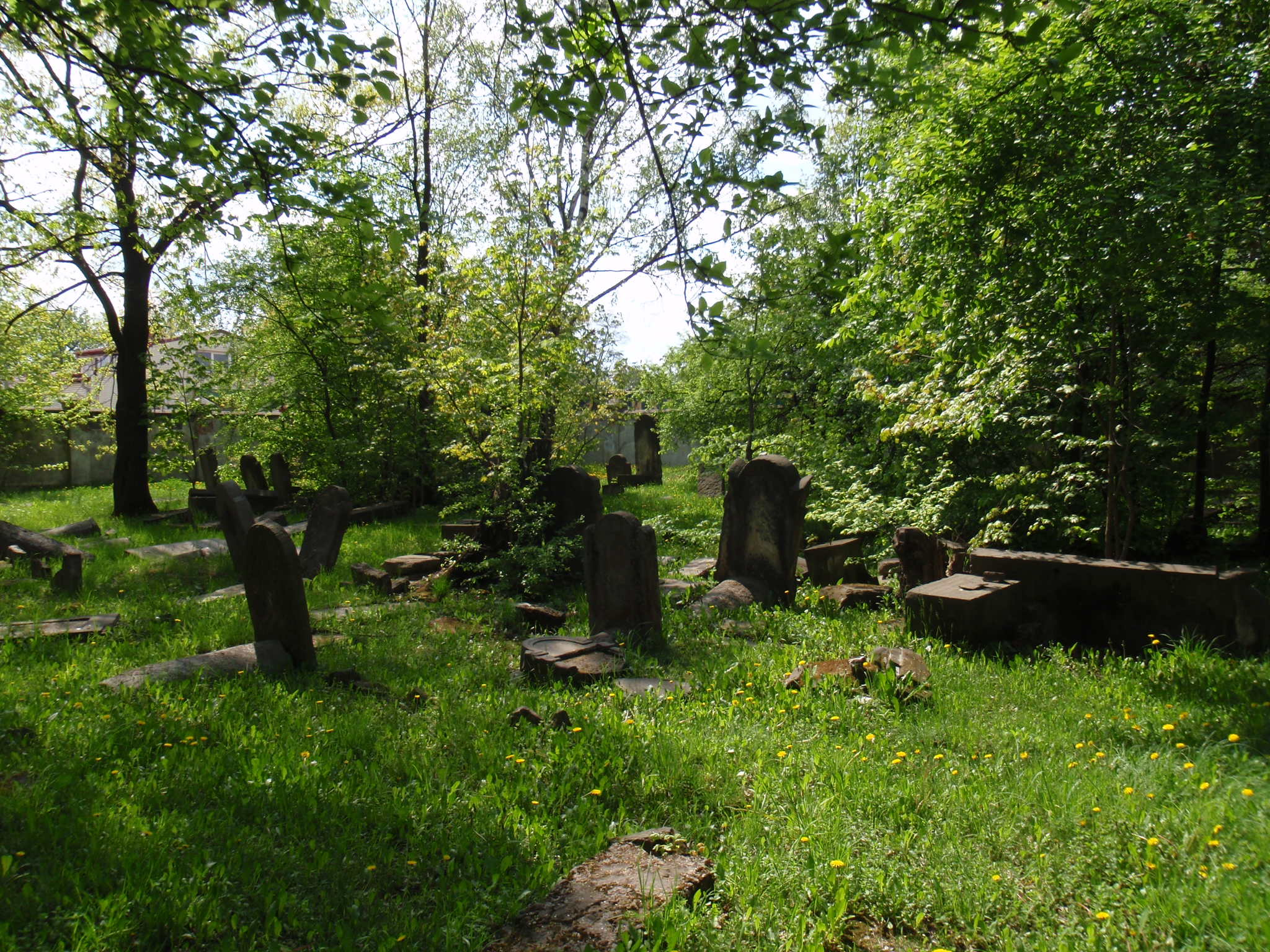
Grabsteine

Der Jüdische Friedhof in Grodzisk Mazowiecki, einer polnischen Stadt in der Woiwodschaft Masowien, wurde in der zweiten Hälfte des 18. Jahrhunderts angelegt. Der jüdische Friedhof in der Żydowska-Straße ist seit 1996 ein geschütztes Kulturdenkmal.
Der Friedhof wurde Ende des 19. Jahrhunderts nach Norden erweitert. 1929 und 1934 wurden weitere Grundstücke zur Erweiterung des Friedhofs von der jüdischen Gemeinde angekauft. 
Während des Zweiten Weltkriegs wurde er verwüstet und Grabsteine wurden für Baumaßnahmen verwendet. 
Auf dem Friedhof sind heute über 200 Grabsteine erhalten.